# ¡El Che vive!
¡El Che vive! es un álbum tributo en homenaje a los 30 años desde la muerte del Che Guevara, uno de los líderes de la Revolución cubana (1953–1959). El disco recopila canciones de diversos artistas latinoamericanos y europeos dedicadas a su persona. Fue lanzado en Francia en 1997 y está interpretado, entre otros, por Patricio Manns, Daniel Viglietti, Ángel Parra, Soledad Bravo y María Farantoúri, así como por los fallecidos Víctor Jara, Carlos Puebla y Atahualpa Yupanqui. El álbum finaliza con una grabación de un discurso del Che Guevara.
En la cubierta del disco figura la clásica fotografía del Che, en fondo rojo, y la carátula incluye las letras de las canciones tanto en castellano como en francés.

## Lista de canciones
| ¡El Che vive! |                                                                    |                                   |          |  |
| N.º           | Título                                                             | Intérprete                        | Duración |  |
| 1.            | «Hasta siempre»                                                    | Carlos Puebla y Sus Tradicionales | 3:51     |  |
| 2.            | «Zamba del "Che"»                                                  | Víctor Jara                       | 3:30     |  |
| 3.            | «Su nombre ardió como un pajar» (versión de «Canción sin límites») | Patricio Manns                    | 3:39     |  |
| 4.            | «Nada más» (Homenaje a Ernesto Guevara)                            | Atahualpa Yupanqui                | 3:12     |  |
| 5.            | «Canción del hombre nuevo»                                         | Daniel Viglietti                  | 1:25     |  |
| 6.            | «Que pare el son»                                                  | Carlos Puebla                     | 2:33     |  |
| 7.            | «Guitarra en duelo mayor»                                          | Ángel Parra                       | 3:51     |  |
| 8.            | «Siembra tu luz»                                                   | Miguel-Ángel Filippini            | 3:46     |  |
| 9.            | «Hasta siempre»                                                    | Soledad Bravo                     | 4:27     |  |
| 10.           | «Ay, Che camino»                                                   | Matió                             | 2:51     |  |
| 11.           | «Lo eterno»                                                        | Carlos Puebla                     | 3:48     |  |
| 12.           | «Alma morena» (El sueño del Che)                                   | Miguel-Ángel Filippini            | 6:44     |  |
| 13.           | «Un nombre»                                                        | Carlos Puebla                     | 3:14     |  |
| 14.           | «Che esperanza» (Canción del indio libre)                          | Egon y Los Arachanes              | 3:53     |  |
| 15.           | «Hasta siempre»                                                    | María Farantoúri                  | 3:52     |  |
| 16.           | «Latino americano»                                                 | Habla el Che                      | 4:19     |  |
| 58:55         |                                                                    |                                   |          |  |